# دادلی راسل
دادلی راسل (انگلیسی: Dudley Russell; ۱ دسامبر ۱۸۹۶ – ۴ فوریهٔ ۱۹۷۸) فرد نظامی اهل بریتانیا بود. وی همچنین برندهٔ جوایزی همچون صلیب نظامی شده‌است.